# Johann Nepomuk Steiner

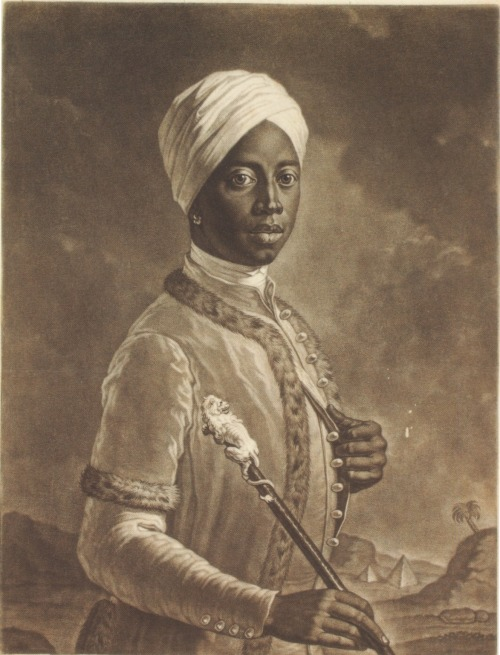
Portrét Angelo Solimana 1740

Johann Nepomuk Steiner (19. května 1725 Jihlava – 20. listopadu 1793 Vídeň) byl portrétista a malíř oltářních obrazů, dvorní malíř Marie Terezie, člen Vídeňské akademie.

## Život
Steiner se učil malířství během studií na jihlavském jezuitském gymnáziu. Ve dvaceti letech odjel do Itálie a zdržoval se zde s přestávkami 14 let. Podporoval ho jeho otec a také bohatý jihlavský obchodník Antonín Adolf Zebo z Breitenau, majitel zámku v Plandrech.
Roku 1755 si jeho práce v kostele v Loučkách povšiml státní kancléř Václav Antonín z Kounic-Rietbergu, který Steinera pozval do Vídně. Steiner byl jmenován c. k. dvorským a komorním malířem a ve Vídni vytvořil mnoho obrazů s historickými náměty, krajin a portrétů.
Do Jihlavy se Steiner vrátil poprvé roku 1759 a k městu si udržoval blízký vztah. Roku 1770 kopíroval Noseckého obraz z kaple jezuitského semináře a v roce 1778 zakoupil dva obrazy Václava Jindřicha Noseckého ze zrušeného kapucínského kláštera.
Steiner se do Jihlavy vrátil definitivně roku 1787, když císař Josef II při reorganizaci dvora ve Vídni zrušil řadu míst a odňal mu titul komorního malíře. Steiner přivezl do Jihlavy rozsáhlou sbírku obrazů a knih 
V rodinné tradici pokračovaly Steinerovy děti František Jan Nepomuk Steiner a jeho dcera Barbara Krafft (rozená Maria Barbara Steiner). Jeho žákem byl portrétista a malíř oltářních obrazů Alois Geissler, pozdější učitel malíře Františka Preisse.

## Dílo
Steiner v Itálii studoval díla klasicizujícího proudu boloňské akademie, francouzů žijících v Římě, zejména Nicolase Poussina a jeho žáků a díla neoklasicismu. Jeho styl je eklektický, ale svědčí o dobrém obezámení s díly Annibala Carracciho, Domenico Zampieriho a Tiziana a jeho malba je kvalitní.

### Známá díla
- 1755 obraz sv. Bartoloměje, Louka u Jihlavy
- 1763 obraz Stětí sv. Jakuba Většího pro hlavní oltář kostela sv. Jakuba. Další oltářní obrazy pro jezuity a minority v Jihlavě a portréty měšťanů jsou dnes většinou nezvěstné.
- 1740 portrét Angelo Solimana, Vídeň[4]
- 1773 portrét Johan Wenzina[5]
- 1786 oltářní obraz sv. Karel Boromejský a sv. Roch, minoritský kostel, Vídeň[6]
- fresky v kostele Nanebevzetí Panny Marie v Rancířově[7]

Další díla se mají nacházet v Hranicích, Frýdku-Místku, Nové a Staré Říši.